# Polydamas (mythologie)
Pour les articles homonymes, voir Polydamas.

Dans la mythologie grecque, Polydamas (en grec ancien Πολυδάμας / Polydámas), fils de Panthoos et de Phrontis, est un des meneurs troyens de la guerre de Troie. Il est né le même jour qu'Hector, mais là où Hector l'emporte en courage, Polydamas le surpasse en sagesse. Polydamas reste néanmoins l'un des meilleurs guerriers troyens au même titre qu'Énée, Sarpédon ou Agénor. Des trois fils de Panthoos, il est celui qui apparaît le plus fréquemment dans l’Iliade.

## Mythe
Polydamas a pu peut-être hériter du don de prophétie de son père en sa qualité de prêtre d'Apollon (à Delphes, avant d'arriver à Troie). À la lecture d'un présage au Chant XII, il donne à Hector le conseil qui lui est inspiré à la vue d'un aigle qui lâche un serpent, et l'oracle s'accomplit. Il a pour frères connus Euphorbe et Hypérénor, tous deux tués par Ménélas. Dans l’Iliade, Polydamas s'illustre en tuant de nombreux grecs comme Prothoénor, chef des Béotiens, Mécistée, Othos de Cyllène, et blesse également Pénélée. Il mène avec Hector et Cébrion les Troyens qui viendront à bout de l'enceinte des Grecs, permettant l'accès aux nefs. Au chant XIII, il prédit encore une fois le malheur des Grecs en prévenant du retour d'un guerrier ardent à la bataille, qui ne va plus rester longtemps loin de la lutte.
Durant toutes les batailles, Polydamas ne cesse de donner des conseils prudents et avisés à Hector, que celui-ci suit ou pas. Après la mort de Patrocle, il demande aux Troyens de se réfugier dans Troie, craignant le courroux d'Achille. Mais Hector s'oppose au conseil de Polydamas. S'ensuivra un désastre pour l'armée troyenne, où Hector trouvera la mort des mains d'Achille. Dans les événements qui font suite à l'Iliade, Polydamas est tué par Ajax le grand.

## Sources anciennes
- Homère, Iliade [détail des éditions] [lire en ligne], XI, 57 ; XII, 88 ; XIII, 724, 756 ; XVI, 535 ; XVII, 40.
- Quintus de Smyrne, Suite d'Homère [détail des éditions] [lire en ligne], II, 41.

## Utilisation du nom
Le nom de ce personnage a été repris pour deux astéroïdes troyens de Jupiter (camp troyen) : (4348) Poulydamas et (189310) Polydamas.